# Geoffroea
Geoffroea Jacq. es un  pequeño género de arbustos espinosos o pequeños árboles de  Sudamérica tropical y subtropical. Aunque con pocas especies, están muy extendidas geográficamente por el subcontinente. Cada especie es bien conocida en su área local, así como un variado  uso de esos árboles como alimento, madera y leña.

## Taxonomía
El género fue descrito por Nikolaus Joseph von Jacquin y publicado en Enumeratio Systematica Plantarum, quas in insulis Caribaeis 7, 28. 1760.
La taxonomía del género  Geoffroea es complicada materia debido al gran número de sinónimos binomiales en la literatura, a veces en referencia a la misma especie. Además, este género en la familia Fabaceae ha sido alternativamente unido a la subfamilia Papilionoideae o a la Faboideae (nombre alternativo usado en algunos sistemas de clasificación para la familia Papilionaceae o Fabaceae). Pero, Geoffroea siempre está enlistada entre las leguminosas de donde viene.
Comprende 27 especies descritas y de estas, solo 5 aceptadas.

## Especies aceptadas

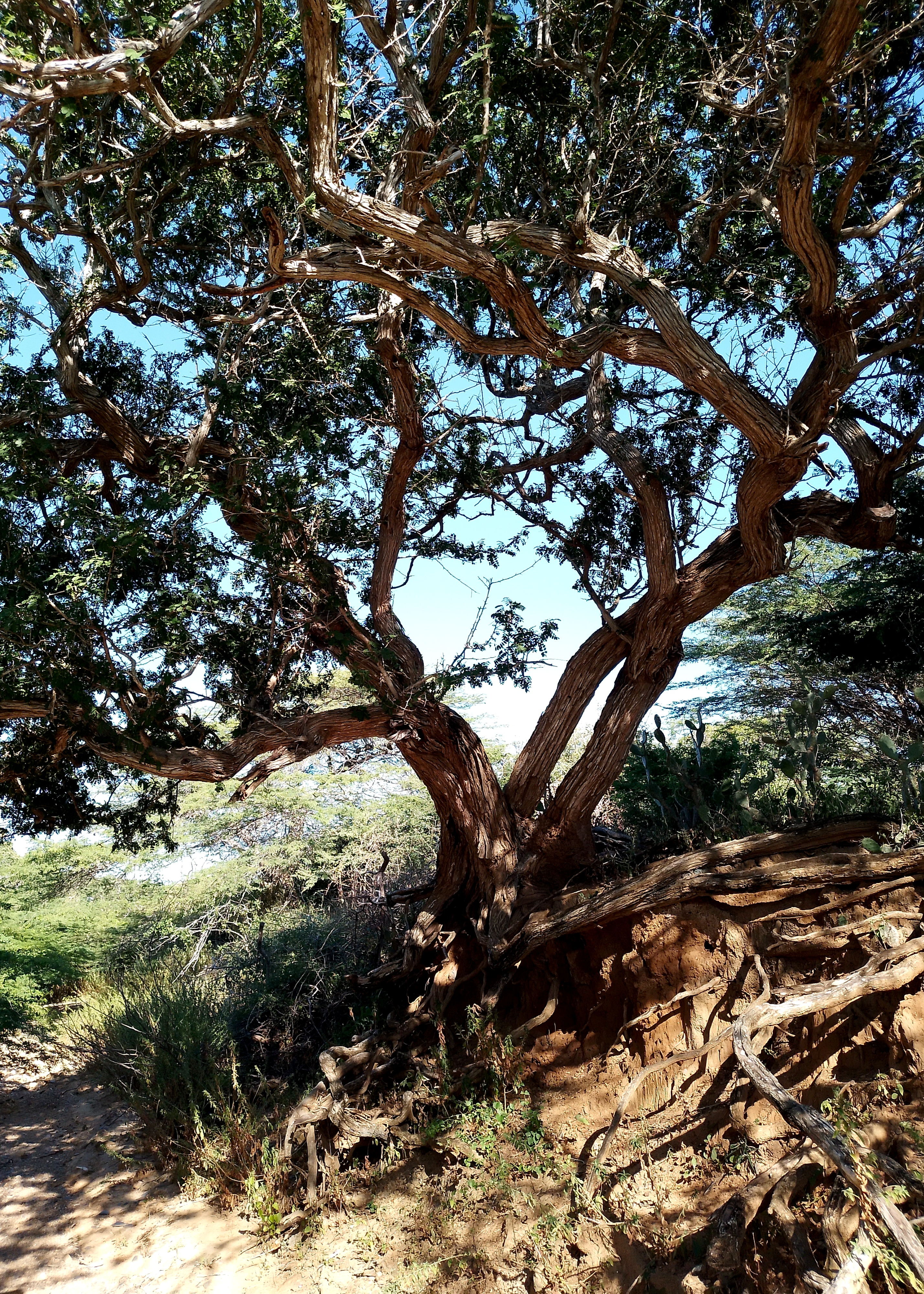
Geoffroea spinosa.

A continuación se brinda un listado de las especies del género Geoffroea aceptadas hasta abril de 2013, ordenadas alfabéticamente. Para cada una se indica el nombre binomial seguido del autor, abreviado según las convenciones y usos:
- Geoffroea decorticans (Hook. & Arn.) Burkart
- Geoffroea horsfieldii (Lesch.) Oken
- Geofrea jamaicensis (W. Wright) Urb.
- Geofrea spinosa Jacq.
- Geoffroea violacea (Aubl.) Pers.